# سوسکچه زیزیوا
زیزیوا (نام علمی: Zyzzyva) نام یک سرده از تیره سوسکچه‌های خرطوم‌دار است.